# Resident Evil Zero
Resident Evil Zero (ou Resident Evil 0) é um jogo eletrônico de survival horror desenvolvido e publicado pela Capcom para o GameCube em 2002. É uma prequela de Resident Evil (1996), cobrindo as horrores vividos nas Montanhas Arklay pela unidade especial da força policial S.T.A.R.S., o Time Bravo. A história se passa em julho de 1998 e segue a policial Rebecca Chambers e o condenado Billy Coen enquanto exploram um centro de treinamento abandonado para funcionários da empresa farmacêutica Umbrella. A jogabilidade é semelhante a outros jogos da franquia, mas adiciona a capacidade de alternar entre personagens para resolver quebra-cabeças e usar habilidades únicas.
O desenvolvimento de Resident Evil Zero começou para o Nintendo 64 em 1998. O sistema parceiro foi criado para aproveitar os curtos tempos de carregamento possíveis com os recursos do Nintendo 64 Game Pak. O formato do cartucho também apresentava limitações, pois a capacidade de armazenamento era significativamente menor que a de um CD-ROM. A equipe teve que abordar o design de forma diferente dos títulos anteriores da série para conservar espaço de armazenamento. Resident Evil Zero foi projetado para ser mais difícil do que os jogos anteriores. Inspirada em Sweet Home (1989), a equipe removeu as caixas de armazenamento de itens presentes nos títulos anteriores e introduziu um novo recurso de largar itens. A produção foi transferida para o até então recém-revelado GameCube após o desenvolvimento ter desacelerado devido a problemas de armazenamento de memória. Do jogo original restaram apenas o conceito e a história, que teve que ser reconstruído.
Resident Evil Zero recebeu críticas geralmente positivas. Os críticos elogiaram os gráficos e o áudio por construírem uma atmosfera assustadora. As opiniões sobre os novos sistemas de parceiros e itens foram divergentes. Alguns consideraram que as mudanças foram uma melhoria e acrescentaram novas camadas de estratégia; outros acreditavam que as mudanças eram complicadas ou não inovadoras. Os controles foram considerados desatualizados e a Capcom foi criticada por não evoluir os controles de tanque da série. O jogo foi portado para o Wii em 2008, e uma remasterização em alta definição foi lançada em janeiro de 2016; os relançamentos receberam críticas mistas devido à falta de melhorias. Resident Evil Zero foi um sucesso comercial, vendendo mais de quatro milhões de cópias.

## História
Em 23 de julho de 1998 a divisão de elite do R.P.D, a S.T.A.R.S, time Bravo é enviada para investigar uma série de terríveis assassinatos nas Montanhas Arklay, região do município de Raccoon. No caminho para a cena, o helicóptero do esquadrão sofre uma pane e é forçado a fazer um pouso na floresta. A equipe então se depara com um veículo militar tombado, onde há corpos mutilados de dois oficiais. Não muito longe dali, sob a ferrovia, uma locomotiva segue para seu destino, os passageiros exaustos e cansados são surpreendidos por hordas de sangue-sugas mutantes, que aparentemente matam a todos e param o trem. Foi então que a médica do esquadrão, Rebecca Chambers, que investigava a cena encontra o trem estagnado, o Ecliptic Express.
Rebecca investiga os vagões e descobre que os passageiros se tornaram zumbis. Ela então depara-se com o único sobrevivente, o ex-tenente Billy Coen, homem condenado a morte que estava sendo transportado no veículo destruído. Os dois então formam uma aliança sem precedentes, para sobreviver ao episódio.
Porém, o trem novamente em movimento e desgovernado, segue direto para um abismo. Rebecca e Billy conseguem usar os freios e mudar sua rota para um túnel, mas o trem descarrila e os dois ficam presos em um laboratório secreto da Umbrella Corporation. Repleto de insetos gigantes, morcegos hostis e macacos mutantes, o lugar é a base de operações de um homem misterioso que parece estar envolvido com os terríveis acontecimentos nas montanhas. Então Rebecca que fora salva por Billy, pergunta se ele realmente era um criminoso genocido. Ele então a conta como sua companhia fora até uma aldeia no coração da África subsaariana e lá todos os soldados receberam ordens para exterminar os moradores locais; ele porém recusa-se e tenta impedir, no final, como punição ele leva a culpa toda sozinho.
Eles descobrem que o ex-operador da instalação de James Marcus, junto com Oswell E. Spencer e Edward Ashford, descobriu o vírus Progenitor que, quando combinado com o vírus ebola, criou uma tensão que, apesar de ser fotossensível, causou mutações rápidas. Ashford originalmente queria usar o vírus para ajudar os deficientes através de seus efeitos regenerativos, mas após sua morte Spencer e Marcus começaram a pesquisar sobre seus pedidos de bio-armas, combinando-a com DNA sanguessuga que finalmente levou à formação do T-vírus. Após um confronto com um morcego gigante dentro de uma igreja, Billy é atacado por um vírus de não-primatas infectados e se perde dentro de um laboratório subterrâneo. Enquanto procurava por ele, Rebecca luta contra um Tyrant lançado antes de encontrar Billy em cima de uma passarela. Depois de lutar contra o Tyrant juntos, os dois finalmente vão encontrar Marcus. É revelado que Albert Wesker e William Birkin foram esquecidos com a causa da epidemia no Ecliptic Express e na mansão, e que o verdadeiro culpado foi Marcus, um empregado da Umbrella, que operava a instalação até seu assassinato por Wesker e Birkin, sob as ordens de Spencer. Durante seus últimos momentos, o seu animal de estimação, a sanguessuga rainha entrou em seu corpo e reproduziu exponencialmente ao longo de dez anos para absorver seu DNA e lembranças, para trazê-lo de volta à vida. Marcus se dividiu em uma massa de sanguessugas, antes de perseguir Billy e Rebecca através do Centro de Treinamento da Umbrella Corporation.
Birkin ativa a auto-destruição do sistema como Leech Queen, enquanto, Rebecca e Billy continuam a lutar. Depois de ficar lesado devido a uma breve exposição à luz solar, o monstro é paralisado, uma entrada de carga para o laboratório é aberto quando o sol nasce. Billy Coen lança um revólver e Rebecca entrega o último tiro para o Leech Queen.
Em seguida, os dois fogem pela floresta até chegar a uma parada em um penhasco sobre a Mansão Spencer. Eles saúdam uns ao outro, depois Rebecca declara Billy "oficialmente morto". Cada um vai à sua maneira, Rebecca vai em direção a mansão para se encontrar com os companheiros do Bravo Team, este fato conduz o jogador aos fatos de Resident Evil 1. Com isso, aparentemente, diz que a verdadeira história de Resident Evil 1, é a do Chris Redfield, pois Rebecca Chambers só aparece quando jogamos com ele, e também se dá o fato, de que a história de Jill Valentine é alternativa.

## Visão Geral
A principal característica do jogo é que em vez de escolher um único personagem para jogar, o jogador controla os dois protagonistas simultaneamente durante a aventura toda. Ambos os personagens podem se mover juntos, com um personagem sendo controlado pelo jogador e outro pelo computador, ou dividir tarefas em áreas separadas cada um ao mesmo tempo. Mesmo quando controla seu próprio personagem, o jogador também pode controlar o outro personagem, com os movimentos dos botões. Este duplo controle é necessário para resolver alguns enigmas do jogo. A diferença entre os dois personagens é que Rebecca pode administrar produtos químicos com seu kit de mistura e cabe em espaços apertados, mas é mais frágil. Em comparação, Billy pode mover objetos pesados, carrega um isqueiro (indispensável em quase todos os jogos da franquia) e suporta mais danos que Rebecca, porém, não pode misturar ervas (ao contrário dos jogos anteriores, onde qualquer personagem podia misturá-las). O jogo também acaba com a utilização de baús colocados em locais fixos para o jogador armazenar itens. Em vez disso, o jogador pode deixar itens no chão para dar lugar a novos; os locais onde foram deixados os itens são exibidos no mapa.

## Leech Hunter Mode
Este modo é aberto após se terminar a aventura principal pela primeira vez. Nele, você deve coletar 100 leechs, pequenos amuletos distribuidos entre verdes e azuis que estão espalhados pelo Umbrella Research Center, que está infestado de monstros. Apesar de começarmos apenas com uma pistola, você encontrará outras armas para ajudá-lo. As leechs azuis só podem ser pegas por Billy e as verdes por Rebecca; as leechs e itens mudam de posição a cada jogada e, caso um dos personagens morra, somente as leechs obtidas pelo sobrevivente até aquele momento serão contadas. Como prêmio, você recebe armas com munição infinita (para usar na aventura principal), dependendo do total de leechs.
Recompensas:
1-29: Mais munição para a submetralhadora encontrada durante o jogo e um pente é adicionado no inventário de Rebecca.
30-59: Munição infinita para as pistolas de Rebecca e Billy.
60-89: Munição infinita para a Hunting Gun.
90-99: Habilita o Revólver Magnum, que é encontrada no quarto 202 do trem. Esta arma é muito mais poderosa do que a Magnum normal, possuindo o mesmo poder de fogo do lança-foguetes.
100: Munição infinita para todas as armas.